# Degradation Trip
Albums de Jerry Cantrell
Boggy Depot
(1998) Degradation Trip Volumes 1 & 2
(2002)
Singles
1. Anger Rising
Sortie : avril 2020
2. Angel Eyes
Sortie : septembre 2002

Degradation Trip est le second album solo du guitariste et chanteur d'Alice in Chains Jerry Cantrell. Il est sorti le 18 juin 2002 sur le label Roadrunner Records et a été produit par Cantrell et Jeff Tomei. 
Il marque la difficile transition du label majeur, Columbia Records à Roadrunner et est dédié au chanteur d'Alice in Chains, Layne Staley, décédé deux mois avant la sortie de l'album. Degradation Trip sera promu par la sortie de deux singles,  Anger Rising et Angel Eyes et fut bien reçu par la critique, notamment pour la forte ressemblance au travail que Jerry Cantrell fournissait au sein d'Alice in Chains.

## Historique

### Contexte
Peu de temps après la sortie en avril 1998 et la fin de la tournée de promotion du premier album solo de Cantrell, Boggy Depot, ce dernier a commencé à travailler sur de nouvelles chansons qu'il avait prévu de sortir l'année suivante. La majorité des chansons, dont l'album sera nommé Degradation Trip, a été écrit dans la solitude d'une maison dans la chaîne des Cascades. Dans un état d'isolement auto-imposé, Cantrell a enregistré les démos en utilisant un enregistreur quatre pistes et une Gibson Les Paul. Il sortit de son isolement avec 25 nouvelles chansons mais sa nouvelle maison de disque, Roadrunner Records, lui demandera de restreindre son nombre à quatorze pour l'album.
Au milieu de l'écriture de chansons pour l'album entre l'automne 1998 et printemps 1999, Cantrell a proposé deux de ses nouvelles chansons à Layne Staley, chanteur de Alice in Chains. Malgré l'existence sporadique du groupe, Staley a écrit les paroles pour les démos qui vont devenir Get Born Again et Died. Ainsi, plutôt que de devenir des titres de l'album de Cantrell, ils sont devenus officiellement les derniers travaux du groupe rédigés par Layne Staley et seront publiés sur la compilation Music Bank parue en 1999.

### Enregistrement et production
Pour ce nouvel album, Cantrell contacte le bassiste Robert Trujillo (alors lié avec Ozzy Osbourne et Black Label Society) et le batteur de Faith No More, Mike Bordin et les trois musiciens commencent à répéter ensemble. Cantrell contacte aussi Dave Jerden, producteur des deux premiers albums d'AIC mais après deux jours de studio, le courant ne passe plus entre les musiciens et le producteur. Jerry Cantrell décida de produire lui-même l'album avec son ami l'ingénieur du son, Jeff Tomei, qui avait travaillé notamment avec les Smashing Pumpkins et Matchbox Twenty, mais hélas, Trujillo et Bordin sont obligés de respecter leurs obligations, et il faudra trois mois pour les récupérer. C'est à ce moment que Columbia lâchera Cantrell qui verra les factures de studios s'empiler. Il a poursuivi l'enregistrement à ses frais, allant même jusqu'à hypothéquer sa maison pour le faire et a développé l'album jusqu'au bout sans ingérence du label.
Cantrell sera signé par Roadrunner Records qui insistera pour qu'il réduise son travail à 14 chansons dans la crainte qu'un double album aurait une faible viabilité commerciale. Il fut dit, cependant, que les titres restants pourraient être sortis sous une certaine forme ultérieurement. En effet, le 26 novembre 2002, une deuxième version de l'album - considérée comme la version « définitive », telle que l'aurait voulu Cantrell - est sortie. Cette édition limitée en double album comprendra onze enregistrements supplémentaires et sera nommée Degradation Trip Volumes 1 & 2.

### Musique et paroles
Avec un son lourd et métallique et ses tons sombres, Degradation Trip se compare plus facilement avec les chansons d'Alice in Chains que celle du son plus expérimental du premier album. Une caractéristique du style de Cantrell, de nombreux rythmes peu orthodoxes et les signatures de temps sont exposées tout au long de l'album ainsi que l'utilisation de la pédale wah-wah et des harmonies vocales. Cantrell doublera souvent le chant sur les titres de l'album à la façon que lui et Layne sonnaient au sein d'AIC. On le découvre aussi sur la ballade sombre avec sa acoustique sur Angel Eyes, et à la slide sur Gone qui est une allusion de l'amour que Cantrell porte à la musique country.
Ses paroles, souvent obsédantes et confessionnelles, la gamme de sarcasme cynique à des représentations explicitement morbides. Cantrell évoque la disparition de son groupe et d'autres problèmes personnels comme la toxicomanie et l'alcoolisme, les relations tendues, le mode de vie d'un musicien et l'hédonisme. Le titre de l'album fait référence à l'isolement auto-imposé de Cantrell et apparaît dans Solitude, une piste acoustique. Psychotic Break, qui décrit également l'isolement de Cantrell et reflète sur les amis et la famille décédés, ne fut qu'une prophétie agrandie sur la mort soudaine de Layne Staley en avril 2002.

## Liste des titres

### Degradation Trip
Toutes les chansons sont écrites et composées par Jerry Cantrell.
| 1.    | Psychotic Break                                   | 4:09 |
| 2.    | Bargain Basement Howard Hughes                    | 5:38 |
| 3.    | Anger Rising                                      | 6:14 |
| 4.    | Angel Eyes                                        | 4:44 |
| 5.    | Solitude                                          | 4:00 |
| 6.    | Mother's Spinning in Her Grave (Glass Dick Jones) | 3:53 |
| 7.    | Hellbound                                         | 6:46 |
| 8.    | Give It a Name                                    | 4:01 |
| 9.    | Castaway                                          | 4:59 |
| 10.   | She Was My Girl                                   | 3:59 |
| 11.   | Chemical Tribe                                    | 6:35 |
| 12.   | Spiderbite                                        | 6:38 |
| 13.   | Locked On                                         | 5:37 |
| 14.   | Gone                                              | 5:08 |
| 72:34 |                                                   |      |

### Degradation Trip Volume 1 & 2
- Les nouveaux titres sont en gras

Disque 1
| No  | Titre                                             | Durée |
| --- | ------------------------------------------------- | ----- |
| 1.  | Psychotic Break                                   | 4:09  |
| 2.  | Bargain Basement Howard Hughes                    | 5:38  |
| 3.  | Owned                                             | 5:18  |
| 4.  | Angel Eyes                                        | 4:44  |
| 5.  | Solitude                                          | 4:01  |
| 6.  | Mother's Spinning in Her Grave (Glass Dick Jones) | 3:53  |
| 7.  | Hellbound                                         | 6:46  |
| 8.  | Spiderbite                                        | 6:38  |
| 9.  | Pro False Idol                                    | 7:18  |
| 10. | Feel the Void                                     | 6:57  |
| 11. | Locked On                                         | 5:37  |
| 12. | Gone                                              | 5:08  |

Disque 2
| No  | Titre           | Durée |
| --- | --------------- | ----- |
| 1.  | Castaway        | 4:59  |
| 2.  | Chemical Tribe  | 6:35  |
| 3.  | What It Takes   | 4:44  |
| 4.  | Dying Inside    | 6:26  |
| 5.  | Siddartha       | 6:02  |
| 6.  | Hurts Don't It? | 4:46  |
| 7.  | She Was My Girl | 3:59  |
| 8.  | Pig Charmer     | 8:11  |
| 9.  | Anger Rising    | 6:14  |
| 10. | S.O.S.          | 5:07  |
| 11. | Give It a Name  | 4:02  |
| 12. | Thanks Anyway   | 5:26  |
| 13. | 31/32           | 7:25  |

## Personnel
- Jerry Cantrell – chant, lead et guitare rythmique, production
- Robert Trujillo – guitare basse
- Mike Bordin – batterie
- Jeff Tomei – production, mixage, enregistrement
- Chris DeGarmo – guitare additionnel sur Anger Rising
- Walter Earl – percussions additionnels
- George Marino – mastering
- Monte Conner – A&R
- Pascal Brun and Comenius Röthlisberger, Team Switzerland – artwork et photographie

## Charts
Charts album
| Pays       | Durée du classement | Meilleur classement |
| ---------- | ------------------- | ------------------- |
| États-Unis | 5 semaines          | 33e                 |

Charts single
| Date       | Single       | Chart                  | Durée du classement | Position |
| ---------- | ------------ | ---------------------- | ------------------- | -------- |
| 29/06/2002 | Anger Rising | Mainstream Rock Tracks | 18 semaines         | 10e      |